# لوید اپلتون
لوید اپلتون (انگلیسی: Lloyd Appleton; ۱ فوریهٔ ۱۹۰۶ – ۱۷ مارس ۱۹۹۹) کشتی‌گیر اهل ایالات متحده آمریکا بود.